# 情報処理国際連合
情報処理国際連合（じょうほうしょりこくさいれんごう、International Federation for Information Processing:IFIP）とは、1960年にユネスコの提案により設立された国際機関であり、日本では情報処理学会が加入している。
情報処理技術の促進と開発途上国の支援を国際的に推進することを目的としている。

## 会合
全体会合として、以下の二つがある。

### WCC (World Computer Congress)
2年に一度開催される、情報技術に関する学術会合である。

### WITFOR (World IT Forum)
途上国開発のための情報技術に関する会議である。